# 奢香夫人 (歌曲)
《奢香夫人》是一首由凤凰传奇演唱的歌曲，词曲作者均为张超。2009年5月，由孔雀唱片随《最炫民族风》专辑出版并发行。
歌曲取材于明初水西土司奢香的故事，描绘了今贵州省毕节市的自然风光和人文景观。日后，此歌被称为毕节市“市歌”。词曲作者张超的妻子是毕节人。
2023年，《奢香夫人》再度爆火。此歌与《乌梅子酱》、《罗刹海市》等成为中国大陆音乐网络平台的流行曲。2023年10月初，杭州亚运会比赛期间，女播音员因演唱《奢香夫人》而在网络爆红。
由于此歌是2009年发行的歌曲，故与其它同样翻红的老歌被称为“真正制作精良的歌曲”，“拥有经得起时间检验的能力”。